# Jajuszek

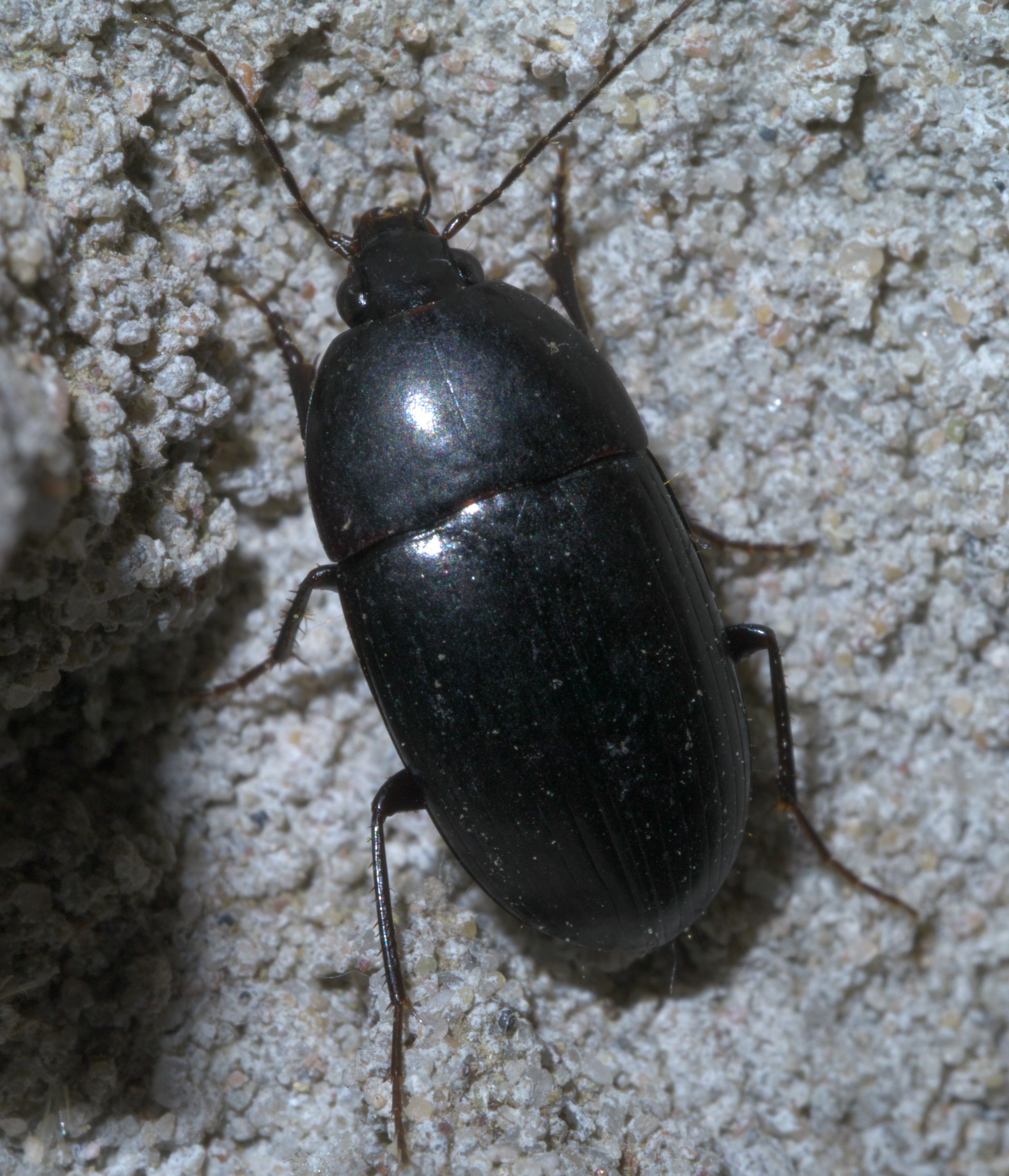
Oodes amaroides

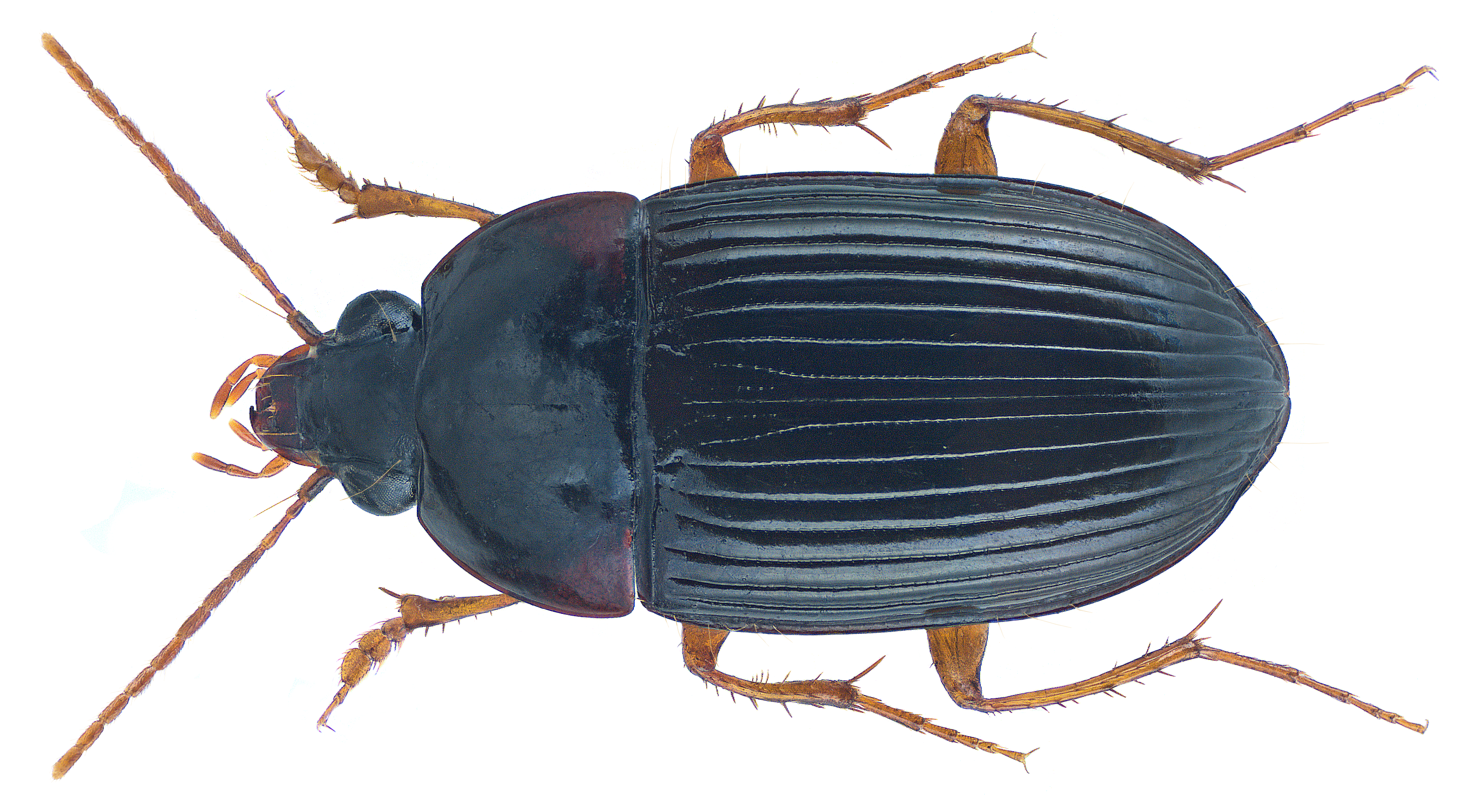
Oodes siamensis

Jajuszek (Oodes) – rodzaj chrząszczy z rodziny biegaczowatych i podrodziny dzierowatych. Obejmuje 48 opisanych gatunków. W zapisie kopalnym znany od kredy późnej.

## Morfologia
Chrząszcze o ciele szeroko-owalnym, matowo czarnym, z wierzchu nagim i gładkim. Głowa ma tylko po jednym chetoporze (punkcie szczecinkowym) przy wewnętrznych krawędziach oczu, a same oczy są niewyłupiaste, łącznie węższe od czoła. Punktów nadocznych (supraorbitalnych) są dwie pary. Owłosienie na czułkach rozpoczyna się od czwartego członu. W zewnętrznych bruzdach żuwaczek brak jest chetoporów. Głaszczki wargowe mają na wewnętrznej stronie przedostatniego członu co najwyżej jedną szczecinkę. Przedplecze zwęża się tylko ku przodowi, w tylnej połowie pozostając szerokim. Tarczka nie jest wysunięta przed podstawę pokryw. Pokrywy mają zaokrąglony wierzchołek, ósmy międzyrząd u szczytu kilowato wyniesiony, a ósmy rząd u szczytu wgłębiony i osiągający szew. Odnóża przedniej pary mają głębokie wycięcia w przedniej części wewnętrznych krawędzi goleni i dwie ostrogi przy nich, a u samców odznaczają się także stopami o trzech rozszerzonych członach.

## Ekologia i występowanie
Owady te zasiedlają głównie tereny podmokłe lub błotniste o bogatej szacie roślinnej. Bytują m.in. na pobrzeżach wód słodkich i słonych, mokradłach, torfowiskach i słonawiskach.
Przedstawiciele rodzaju występują w większości krain zoogeograficznych. W krainie palearktycznej stwierdzono 11 gatunków, z czego dwa w Polsce (zobacz dzierowate Polski).

## Taksonomia
Takson ten wprowadzony został po raz pierwszy w 1810 roku przez Franca Andreę Bonelliego na łamach „Mémoires de l’Académie des Sciences de Turin”. Jego gatunkiem typowym wyznaczono Carabus helopioides. Zapis kopalny rodzaju sięga kredy górnej.
Do rodzaju zalicza się 48 opisanych gatunków sklasyfikowane w dwóch podrodzajach:
- podrodzaj: Oodes (Lachnocrepis) J. LeConte, 1853
  - Oodes desertus Motschulsky, 1858
  - Oodes japonicus (Bates, 1873)
  - Oodes parallelus Say, 1830
- podrodzaj: Oodes (Oodes) Bonelli, 1810
  - Oodes amaroides Dejean, 1831
  - Oodes americanus Dejean, 1826
  - Oodes angustus Andrewes, 1940
  - Oodes austrinus Andrewes, 1940
  - Oodes basrensis Ali, 1967
  - Oodes bivittatus Andrewes, 1924
  - Oodes bostockii Castelnau, 1867
  - Oodes brevis Lindroth, 1957
  - Oodes caerulans Andrewes, 1940
  - Oodes calvus Andrewes, 1940
  - Oodes congoensis Burgeon, 1935
  - Oodes denisonensis Castelnau, 1867
  - Oodes echigonus Habu & Baba, 1960
  - Oodes fitzroyensis W.J. MacLeay, 1888
  - Oodes fluvialis LeConte, 1863
  - Oodes froggatti W.J. MacLeay, 1888
  - Oodes gracilis A. Villa & G.B. Villa, 1833
  - Oodes helopioides (Fabricius, 1792)
  - Oodes impressus Chaudoir, 1882
  - Oodes inornatus Castelnau, 1867
  - Oodes integer Semenov, 1889
  - Oodes irakensis Andrewes, 1927
  - †Oodes kachinensis Liu, 2015
  - Oodes latior Csiki, 1931
  - Oodes lenis Péringuey, 1896
  - Oodes melanodes Andrewes, 1938
  - Oodes modestus Laporte de Castelnau, 1867
  - Oodes monticola Andrewes, 1940
  - Oodes nil Darlington, 1968
  - Oodes oblongus Castelnau, 1867
  - Oodes palpalis Klug, 1853
  - Oodes par Darlington, 1968
  - Oodes paroensis Castelnau, 1867
  - Oodes parviceps Sloane, 1896
  - Oodes rossi Darlington, 1968
  - Oodes siccus Darlington, 1968
  - Oodes sikkimensis Andrewes, 1940
  - Oodes sulcicollis Habu, 1978
  - Oodes terrestris Darlington, 1971
  - Oodes tokyoensis Habu, 1956
  - Oodes trisulcatus Castelnau, 1867
  - Oodes walshae Louwerens, 1951
  - Oodes waterhousei Castelnau, 1867
  - Oodes wilsoni Darlington, 1968
  - Oodes xanthochilus Andrewes, 1923